# Xylonaeus aculeatus
Xylonaeus aculeatus är en skalbaggsart som först beskrevs av Lewis 1888.  Xylonaeus aculeatus ingår i släktet Xylonaeus och familjen stumpbaggar. Inga underarter finns listade i Catalogue of Life.